# Från doktor Klimkes horisont
Från doktor Klimkes horisont är en novellsamling från 2005 skriven av Håkan Nesser.

## Utgåvor
- 2005 - ISBN 91-0-010614-3
- 2005 - ISBN 91-89469-56-9, ljudbok
- 2006 - ISBN 91-7001-377-2